# بلوزة (السفيرة)
بلوزة قرية سوريّة تتبع إداريّاً لمحافظة حلب منطقة السفيرة ناحية بنان، بلغ تعداد سكانها 656 نسمة حسب التعداد السكاني لعام 2004.